# Scaptesyle bipartita
Scaptesyle bipartita là một loài bướm đêm thuộc phân họ Arctiinae, họ Erebidae.